# Штеровка (станция)
Штеровка (укр. Штерівка) — станция Донецкой железной дороги, Дебальцевское отделение.
Расположена в Луганской области Украины в посёлке городского типа Ивановка Антрацитовского района.
От станции идёт ветка на станции Брауновка и Красный Луч.

## Деятельность
На станции осуществляются приём и выдача грузов, допускаемых к хранению на открытых площадках станций, а также продажа пассажирских билетов, приём и выдача багажа.